# .hack//Liminality
.hack//Liminality (ドットハック リミナリティ?, .hack//Riminariti) è un anime costituito da 4 OAV animati dalla Bee Train.
.hack//Liminality fa parte del progetto multimediale .hack. I quattro episodi sono contenuti nei DVD dei quattro capitoli del videogioco, ovvero .hack//Infection, .hack//Mutation, .hack//Outbreak, .hack//Quarantine per PlayStation 2.

## Trama
Liminality narra le vicende che si svolgono, nel mondo reale, durante le indagini di un gruppo di giocatori a seguito dell'entrata in coma di un giocatore subito dopo una partita, allo scopo di farlo uscire dal coma e di scoprire la verità dietro alla società che gestisce il "The World".

## Episodi
| Nº | Titolo italiano (tradotto) Giapponese 「Kanji」 - Rōmaji | Pubblicato       | Pubblicato |
| Nº | Titolo italiano (tradotto) Giapponese 「Kanji」 - Rōmaji | Giapponese       |            |
| 1  | Il caso di Mai Minase 「In Case of Minase, Mai」         | 20 giugno 2002   |            |
| 2  | Il caso di Yuki Aihara 「In Case of Aihara, Yuki」       | 9 settembre 2002 |            |
| 3  | Il caso di Kyoko Tohno 「In case of Tohno, Kyoko」       | 12 dicembre 2002 |            |
| 4  | Trismegisto 「Trismegistos」                             | 12 aprile 2003   |            |

## Colonna sonora

### Sigla apertura
1. Edge di See-Saw
2. Senyaichiya di See-Saw
3. Kimi ga Ita Monogatari di See-Saw
4. Kioku di See-Saw

### Sigla chiusura
1. Tasogare no umi (Twilight Sea) di See-Saw